# 김예준
김예준(金藝浚, 1981년 8월 17일 ~ )은 서울특별시에서 태어난 대한민국의 드러머이며, 록 밴드 버즈의 리더이다. 동아방송예술대학교 영상음악과를 졸업했다.
2003년 10월 11일 버즈의 리더이자 드러머로 데뷔하였으며,《Monologue》, 《겁쟁이》, 《가시》, 《나에게로 떠나는 여행》, 《사랑은 가슴이 시킨다》, 《남자를 몰라》, 《My love》등의 여러 히트곡들을 지닌 가수다.

## 학력
- 상문고등학교 (졸업)
- 동아방송예술대학 영상음악과 (졸업)

## 음반

### Kim Yeah 앨범
- 2013년 《Vintage Memories》
- 2013년 《Mind the Power》
- 2014년 《Bulla-왼쪽 콧구멍의 재림》

### 버즈 앨범
- 2003년 《Morning of Buzz》 버즈 정규 1집
- 2004년 《가난한 사랑》
- 2004년 《Jingle bell rock》크리스마스 스토리
- 2005년 《Effect》 버즈 정규 2집
- 2005년 《사랑은 가슴이 시킨다》
- 2006년 《Perfect》 버즈 정규 3집
- 2006년 《떠나... 그리고 울지마》
- 2006년 《활주》나루토 1기, 2기 오프닝
- 2006년 《투지》나루토 3기, 4기 오프닝
- 2006년 《2006 BUZZ Live & Acoustic》
- 2007년 《사랑은 가슴이 시킨다 Part.2》
- 2008년 《꿈을 찾아서》브리스톨 탐험대 OST
- 2008년 《Morning of Buzz Music 2.0 Edition》
- 2014년 《8년만의 여름》
- 2014년 《Train》
- 2014년 《Memorize》 버즈 정규 4집
- 2017년 《Be One》

## 방송
- 2006년 Mnet 버즈노 시크레토 센세

## CF
- 2005년 음악사이트 도시락폭탄
- 2005년 스쿨피스
- 2006년 Memei

## 경력
- 2003년 ~ 2006년 그룹 버즈 드럼, 리더
- 2014년 ~ 그룹 버즈 드럼, 리더

## 수상
- 2004년 12월 29일 2004 SBS 가요대전 ROCK 부문상
- 2005년 11월 27일 2005 MKMF 록부문 최우수 뮤직비디오상
- 2005년 11월 1일 제12회 대한민국 연예예술상 록발라드 부분 가수상
- 2005년 12월 7일 제20회 골든디스크상 본상
- 2005년 12월 29일 SBS 가요대전 본상
- 2005년 12월 30일 KBS 가요대상 올해의 가수상
- 2005년 12월 31일 MBC 10대 가수가요제 본상
- 2006년 11월 25일 MKMF 록부문 최우수 뮤직비디오상
- 2006년 12월 14일 제21회 골든디스크상 본상
- 2006년 12월 29일 SBS 가요대전 본상